# Massacro di Oradour-sur-Glane

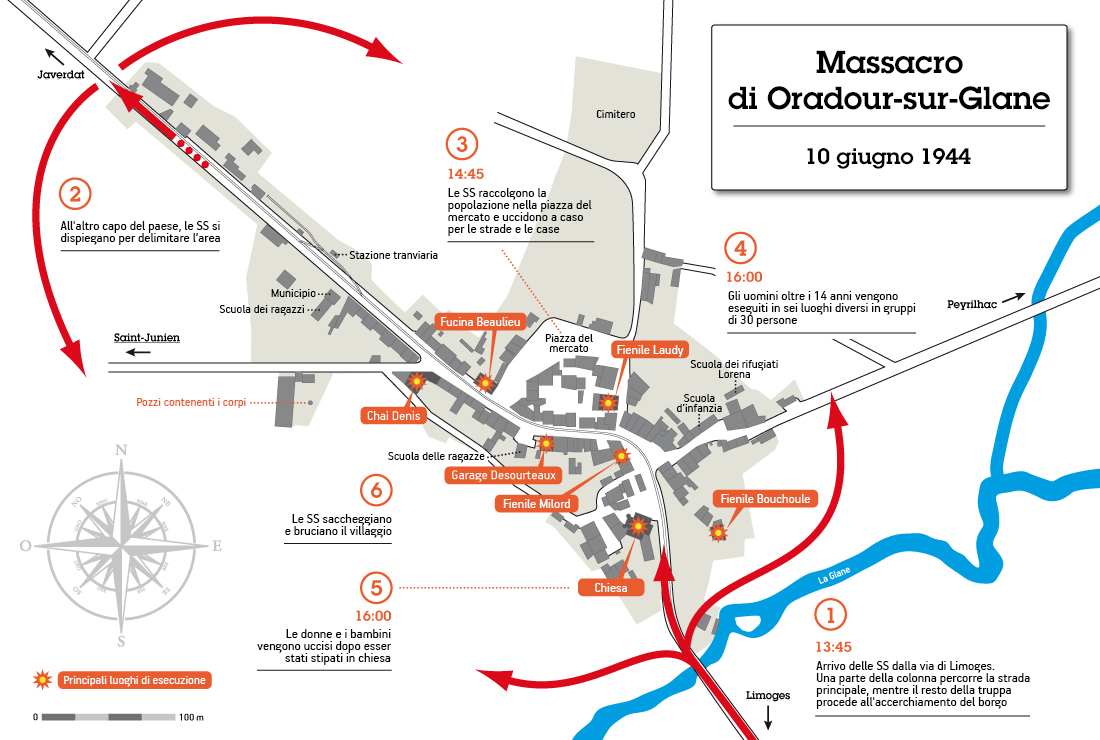
Movimenti della 2ª divisione corazzata SS Das Reich dai dintorni di Oradour-sur-Glane.

Il massacro di Oradour-sur-Glane fu un crimine di guerra avvenuto il pomeriggio del 10 giugno 1944, durante la seconda guerra mondiale, nel borgo francese di Oradour-sur-Glane, da reparti della 2ª divisione corazzata SS Das Reich, comandata dal Brigadeführer Heinz Lammerding, come rappresaglia per l'uccisione, da parte di alcuni maquisards, dello Sturmbannführer Helmut Kämpfe. Durante l'azione vennero trucidate 643 persone e il paese fu dato alle fiamme; dopo la fine della guerra questo non fu ricostruito e venne lasciato come museo memoriale all'aperto.

## La divisioneDas Reichin Francia
Il giorno 8 aprile 1944 la 2ª divisione corazzata SS Das Reich, dopo avere prestato servizio in Unione Sovietica, fu dapprima posta in riserva in Galizia, poi fu trasferita in Francia, a Tolosa, con compiti di sorveglianza e di difesa della costa sud del paese, in previsione di un possibile sbarco alleato; tra il 20 e il 27 aprile, anche gli 800 superstiti dei 5.000 componenti originari del 4º reggimento panzergrenadier Der Führer, il cosiddetto gruppo Weidinger, dal nome del comandante, l'Obersturmbannfuhrer Otto Weidinger, si riunirono con il resto della divisione che, dopo il trasferimento, fu riarmata e riequipaggiata con l'accorpamento di circa 9.000 rincalzi.
Nel periodo in cui la divisione era di stanza nella zona di Tolosa la Resistenza aumentò in modo significativo le proprie azioni contro le forze di occupazione, ed esse crebbero progressivamente con l'approssimarsi del D-Day; una volta iniziata l'invasione, la divisione venne posta in stato di allarme il giorno 7, riuscendo tuttavia a raggiungere la zona di operazioni solo il 23 giugno a causa dei danni prodotti alle linee ferroviarie dai bombardamenti e dalle azioni di sabotaggio dei maquis, uniti agli attacchi che essa subì a opera degli stessi partigiani.
Durante uno di questi attacchi, avvenuto nelle vicinanze del comune di La Bussière, fu catturato, e alcuni giorni dopo ucciso, durante il suo tentativo di fuga, il comandante del 3º battaglione, lo Sturmbannführer Helmut Kämpfe; la morte di Kämpfe, scoperta il 9 giugno dagli uomini del 1º battaglione del 4º reggimento panzergrenadier Der Führer, comandato dallo Sturmbannführer Adolf Diekmann, fece immediatamente scattare il meccanismo della rappresaglia.

## Il massacro

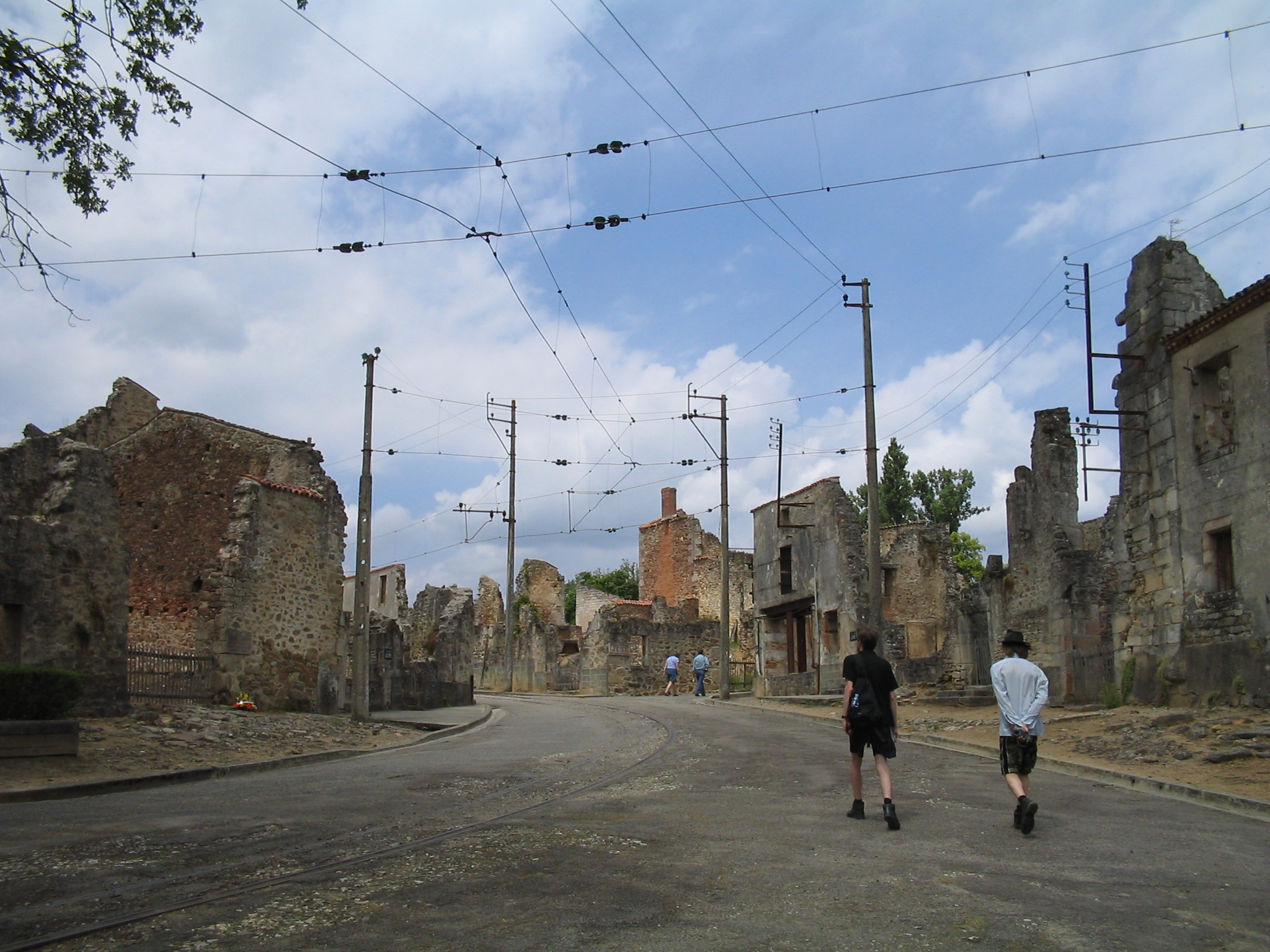
Oradour nel 2004

Il reparto comandato da Kämpfe, al momento del suo rapimento, si trovava a Guéret, un comune situato a circa 80 chilometri da Limoges, mentre il 1º battaglione era già in posizione più avanzata durante il suo movimento verso la Normandia e, al momento della decisione di Diekmann, il primo paese che si trovava sulla strada della divisione era Oradour-sur-Glane. Le SS arrivarono nei pressi dell'abitato poco dopo le 14:00, lo circondarono e, una volta entrate, ordinarono a tutti gli abitanti di radunarsi sulla piazza dove sarebbe stato compiuto un accertamento di identità e, intorno alle 14:45, i soldati avevano già raggruppato tutte le persone presenti sul luogo.
Alle 15:00 venne ordinato di portare tutte le donne e i bambini, il cui totale era di circa 400, all'interno della chiesa e l'unica persona che riuscì a uscire viva dall'edificio, una donna di nome Marguerite Rouffanche, testimoniò in seguito che tutti i presenti vennero fatti sdraiare per terra e due soldati, dopo avere sbarrato le porte, depositarono un involucro in fondo alla navata dal quale fuoriuscivano alcune "cordicelle bianche"; dopo che i due soldati ebbero acceso le cordicelle fu immediatamente chiaro a tutti che si trattava delle micce di una bomba e il panico s'impadronì delle donne e dei bambini ma la prima che tentò di alzarsi per fuggire venne mitragliata con il figlio in braccio.
L'esplosione della bomba e l'incendio che divampò immediatamente fecero crollare parti del tetto e la sopravvissuta riuscì a raggiungere una finestrella lasciandosi cadere all'esterno da un'altezza di circa tre metri, ma fu l'unica a riuscirci in quanto quella che tentò di seguirla subito dopo con un neonato in braccio fu tradita dal pianto del bambino che attirò l'attenzione dei tedeschi, i quali spararono subito verso la finestra uccidendola; il tentativo della donna tradì tuttavia anche la Rouffanche che, rialzatasi per fuggire, venne colpita più volte da colpi di fucile e creduta morta. Nel frattempo all'esterno erano parimenti iniziate altre esecuzioni: nessuno fu risparmiato e coloro che non vennero uccisi immediatamente sulla piazza, vennero radunati in una rimessa e mitragliati; solo cinque giovani ragazzi, non visti dalle SS che entrarono successivamente per finire i feriti a colpi di pistola, sopravvissero, ma per tutti gli altri non vi fu scampo: vennero chiusi in piccole rimesse, fienili e garage e, dopo che fu loro sparato, a tutti gli edifici venne dato fuoco.
Una volta terminato il massacro, le SS lasciarono il paese intorno alle 17:00 per ritornarvi due giorni dopo, allo scopo di scavare due grandi fosse dove vennero seppelliti i resti delle persone trucidate, ma, contrariamente a quanto era successo fino a quel momento, alla rappresaglia non fu data nessuna pubblicità, tanto che nemmeno i bollettini e i comunicati alleati ne dettero notizia e le prime voci cominciarono a circolare circa un mese dopo per mano di prigionieri della divisione catturati in Normandia; solo una donna e cinque ragazzi, più un bambino che si trovava nei campi, sfuggirono all'eccidio e fu possibile istruire un procedimento solo otto anni dopo l'accaduto. Tra le vittime recentemente sono stati identificati almeno 9 italiani, tra cui una madre con 7 dei suoi 9 figli.

## Le indagini e il processo

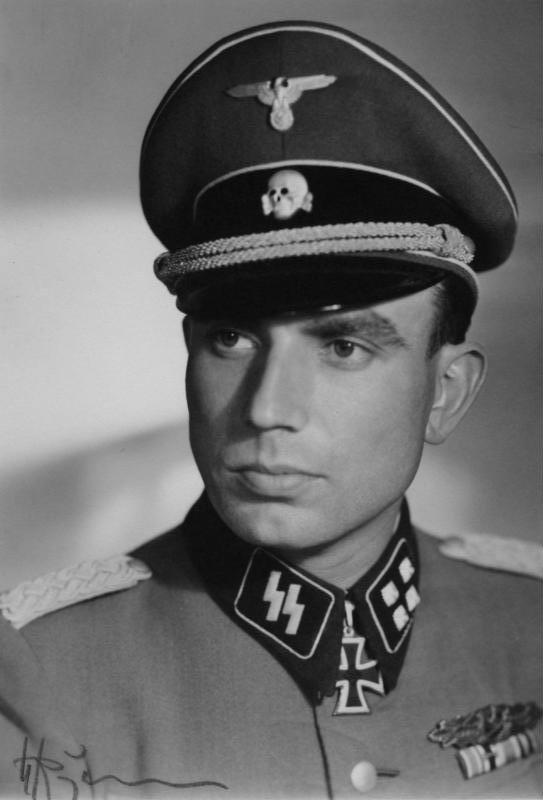
Otto Weidinger, comandante del SS-Panzergrenadier-Regiment 4 "Der Führer", autore nel dopoguerra di testi revisionisti sui reggimenti Der Führer e Der Reich.

Nel gennaio del 1953, dinanzi al Consiglio di guerra di Bordeaux, vennero portati solo sei SS, soldati semplici, e un sergente, più tredici soldati e un sergente francese, alsaziani arruolati nelle SS, poiché tutti gli ufficiali del 1º battaglione del 4º reggimento panzergrenadier Der Führer, compreso il comandante Adolf Diekmann, erano morti durante il conflitto e tutti i documenti erano scomparsi; gli avvocati difensori degli alsaziani chiesero di trattare il caso dei loro assistiti separatamente, in quanto secondo la loro tesi, arruolati a forza nelle SS e quindi "vittime", ma la Corte rigettò tale richiesta, riservandosi tuttavia di emettere verdetti separati.
Accadde però che i francesi arruolati nelle SS, in base alle convenzioni di Ginevra sul trattamento dei prigionieri di guerra, non potevano essere puniti in quanto questi non potevano essere soggetti a leggi retroattive, mentre tutto l'impianto accusatorio si basava sulla legge in materia di crimini di guerra del 28 agosto 1944, e inoltre il Parlamento francese approvò in quei giorni un emendamento secondo il quale un soldato arruolato con la forza in nessun caso sarebbe stato perseguibile per crimini di guerra.
La sentenza, emessa il 13 febbraio, fu di due condanne a morte, di cui una a carico del sergente alsaziano, 12 condanne ai lavori forzati, 6 condanne a pene detentive varie e un'assoluzione, ma un'amnistia, votata dal Parlamento il 19 febbraio, commutò le due condanne a morte e permise la scarcerazione di tutti gli altri condannati: a Oradour-sur-Glane lo sdegno per la decisione fu tale che il sindaco restituì la croce di guerra precedentemente conferita al paese e l'associazione dei sopravvissuti restituì la legion d'onore posta sulle urne funerarie delle vittime.
Il 12 febbraio 1953 venne processato in Francia Heinz Barth, che fu condannato a morte per crimini di guerra, in contumacia. Barth venne nuovamente processato nel 1983 nella Germania dell'Est dove si era rifugiato e condannato all'ergastolo per crimini di guerra. Barth fu l'unico ex nazista a essere stato giudicato per questo massacro. Gli altri nazisti coinvolti si erano rifugiati nella Germania occidentale (come il generale Lammerding, comandante della divisione Das Reich) e non erano stati giudicati.

## Filmografia
- Oradour-sur-Glane, il fuoco sopra gli angeli, documentario ideato, scritto e diretto da Mauro Vittorio Quattrina, con interviste agli ultimi testimoni. Il documentario narra la storia di immigrati italiani, come Lucia Zoccarato e i suoi sette figli, che trovarono la morte all'interno della chiesa, proponendo anche molta documentazione inedita.
- Le vieux fusil, 1975, con Romy Schneider e Philippe Noiret.
- Documentari: 10 juin 1944 (1961), Une vie avec Oradour (2011).